# Sergej Nikulin
Sergej Nikolaevič Nikulin (in russo Сергей Николаевич Никулин?; Dušanbe, 1º gennaio 1951) è un ex calciatore sovietico dal 1991 russo, di ruolo difensore.

## Statistiche

### Cronologia presenze e reti in nazionale
| Cronologia completa delle presenze e delle reti in nazionale ― Unione Sovietica | Cronologia completa delle presenze e delle reti in nazionale ― Unione Sovietica | Cronologia completa delle presenze e delle reti in nazionale ― Unione Sovietica | Cronologia completa delle presenze e delle reti in nazionale ― Unione Sovietica | Cronologia completa delle presenze e delle reti in nazionale ― Unione Sovietica | Cronologia completa delle presenze e delle reti in nazionale ― Unione Sovietica | Cronologia completa delle presenze e delle reti in nazionale ― Unione Sovietica | Cronologia completa delle presenze e delle reti in nazionale ― Unione Sovietica |
| Data                                                                            | Città                                                                           | In casa                                                                         | Risultato                                                                       | Ospiti                                                                          | Competizione                                                                    | Reti                                                                            | Note                                                                            |
| ------------------------------------------------------------------------------- | ------------------------------------------------------------------------------- | ------------------------------------------------------------------------------- | ------------------------------------------------------------------------------- | ------------------------------------------------------------------------------- | ------------------------------------------------------------------------------- | ------------------------------------------------------------------------------- | ------------------------------------------------------------------------------- |
| 23-5-1974                                                                       | Dublino                                                                         | Irlanda                                                                         | 3 – 0                                                                           | Unione Sovietica                                                                | Qual. Euro 1976                                                                 | -                                                                               |                                                                                 |
| 12-9-1979                                                                       | Atene                                                                           | Grecia                                                                          | 1 – 0                                                                           | Unione Sovietica                                                                | Qual. Euro 1980                                                                 | -                                                                               |                                                                                 |
| 14-10-1979                                                                      | Mosca                                                                           | Unione Sovietica                                                                | 3 – 1                                                                           | Romania                                                                         | Amichevole                                                                      | -                                                                               |                                                                                 |
| Totale                                                                          |                                                                                 | Presenze                                                                        | 3                                                                               |                                                                                 | Reti                                                                            | 0                                                                               |                                                                                 |

## Palmarès

### Club
- Campionato sovietico: 1

Dinamo Mosca: 1976
- Coppa dell'Unione Sovietica: 2

Dinamo Mosca: 1977, 1984
- Supercoppa dell'URSS: 1

Dinamo Mosca: 1977

### Nazionale
- Bronzo olimpico: 1

Mosca 1980